# Торопов, Николай Сергеевич
Никола́й Серге́евич То́ропов (1910—1978) — советский военнослужащий, участник Великой Отечественной войны, полный кавалер ордена Славы, командир отделения взвода пешей разведки 137-го гвардейского стрелкового полка, гвардии старший сержант.

## Биография
Родился 28 июля [10 августа] 1910 года в деревне Гущино Георгиевской волости Кологривского уезда Костромской губернии Российской империи (ныне в Межевском муниципальном округе Костромской области России). Окончил начальную школу. Работал кузнецом в поселке Мантурово Костромской области.
В 1932—1934 годах проходил срочную службу в Красной Армии. В сентябре 1939 года вновь был призван в армию и в составе 123-й Московской Пролетарской дивизии участвовал в Польском походе РККА. После демобилизации жил и работал на станции Нея.
С началом Великой Отечественной войны, 23 июня был вновь призван в армию. Служил в пехоте, стал разведчиком. Отступал от западных границ до Волги. В составе 47-й гвардейской стрелковой дивизии красноармеец Торопов защищал Сталинград, освобождал Донбасс, форсировал Днепр. Весной 1944 года был включён в состав взвода пешей разведки 37-го гвардейского стрелкового полка.
Во время боёв по расширению плацдарма на правом берегу Южного Буга точными бросками гранат уничтожил тяжёлый немецкий пулемет, прикрывавший подступы к укреплённому населённому пункту — коммуне «Джон Рид». Преследуя отступающего противника, разведчик действовал решительно и дерзко. Догнав вражеский обоз, он, не дожидаясь подхода товарищей, напал па него, застрелил двух оборонявшихся противников, а семерых обозников-власовцев заставил сдаться в плен. В качестве трофеев Тороповым были захвачены четыре лошади и две повозки с военным имуществом. 18 апреля 1944 года в районе села Дальний гвардии рядовой Торопов, будучи в разведке, под покровом темноты пробрался в расположение противника и собрал ценные сведения. Действуя бесшумно, снял вражеского часового, стоявшего у немецкой автомашины, и угнал автомобиль в своё расположение. Вскоре по приказу кгвардии капитана Шевелёва в составе группы разведчиков из семи человек, Торопов проник незаметно в занятое немцами большое село Капитановка. Разведчики захватили две вражеские бронемашины и семерых пленных, в их числе двух офицеров. Полученные от «языков» разведданные помогли освободить село без лишних потерь.
К концу апреля 1944 года на боевом счету разведчика пешей разведки гвардии рядового Торопова было уже 25 уничтоженных и 13 взятых им в плен вражеских солдат и офицеров. Приказом по войскам 47-й гвардейской стрелковой дивизии от 1 мая 1944 года за образцовое выполнение боевых заданий командования, проявленную при этом храбрость и находчивость гвардии рядовой Торопов Николай Сергеевич награждён орденом Славы 3-й степени.
Летом 1944 года 8-ю гвардейскую армию, в составе которой воевала дивизия Торопова, перебросили под Ковель в полосу действий 1-го Белорусского фронта. Боец принимал участие в боях за освобождение Украины и Польши. 20 июля 1944 года, командуя группой разведчиков и автоматчиков, отличился в бою за город Любомль. В схватке с оставшейся в городе большой группой гитлеровцев принял на себя руководство боем. В результате решительных действий разведчиков Торопова группа вражеских автоматчиков была частично уничтожена, частично пленена. Лично Торопов в этой схватке уничтожил шестерых солдат противника. 22 июля, руководя действиями разведдозора, в лесу западнее села Дратув Торопов обнаружил группу немецких солдат, оказавших упорное сопротивление, и в этом бою лично уничтожил из автомата четырёх противников и шестерых, обезоружив, взял в плен. Приказом по войскам 8-й гвардейской армии от 7 сентября 1944 года за умелое руководство отделением в трудных условиях боя, за личную храбрость и отвагу гвардии старший сержант Торопов Николай Сергеевич награждён орденом Славы 2-й степени.
В дальнейшем, в составе своего полка разведчик форсировал реку Вислу, сражался на Магнушевском плацдарме. В боях при прорыве немецкой обороны на западном берегу реки Одер разведгруппа Торопова действовала впереди наступающих подразделений. Её задачей был захват контрольных пленных для уточнения постоянно меняющейся фронтовой обстановки. В день прорыва обороны немцев 16 апреля 1945 года в районе станции Гольцев разведчики захватили четыре «языка». Причем при выполнении боевого задания пришлось вступить в бой с засадой. Командир метко брошенными гранатами уничтожил двух фаустников, расчистил путь для разведгруппы. На подступах к Берлину развсдгруппа Торопова пробралась в тыл противника и внезапным ударом овладела огневой позицией зенитной батареи немцев, поджидающей в засаде советские танки. В скоротечной схватке гвардейцы уничтожили 14 немецких артиллеристов и захватили четыре исправных вражеских зенитных пушки.
28 апреля 1945 года разведчики-гвардейцы вышли к реке Шпрее и ночью на надувных лодках первыми переправилась через реку. Группа несколько часов вела наблюдение за передвижением немецких войск, не ввязываясь в бой. Через некоторое время за рекой был уже весь полк и, преследуя колонны отступающих немцев, ворвался в пригороды немецкой столицы. Группа Торопова первой переправилась через городской канал и с ходу, ведя огонь из автоматов, ворвалась в большое здание, где в результате решительных действий разведчиков противники были изолированы и вынуждены были капитулировать. В плен было взято более 50 вражеских солдат и офицеров. За подвиги в боях на подступах к Берлину и в самом городе гвардии старший сержант Торопов 7 мая 1945 года был представлен к награждению орденом Славы I степени .
После Победы гвардии старшина Торопов был демобилизован. Вернулся в родную деревню Гущино. Работал сплавщиком.
Указом Президиума Верховного Совета СССР от 15 мая 1946 года за исключительное мужество, отвагу и бесстрашие, проявленные в боях с вражескими захватчиками гвардии старший сержант Торопов Николай Сергеевич награждён орденом Славы 1-й степени (вручён в 1963 году) и стал таким образом полным кавалером ордена Славы.
В том же 1946 году уехал на Дальний Восток. С 1954 года жил в городе Холмске. Участвовал в строительстве морского порта, затем до выхода на пенсию в 1968 году работал там же плотником ремонтно-строительной группы. Скончался 16 октября 1978 года.
В морском порту Холмск имя «Николай Торопов» носит лоцманский катер.

## Награды
- три ордена Славы (1.05.1944; 7.09.1944; 15.05.1946)
- Медаль «За победу над Германией в Великой Отечественной войне 1941—1945 гг.» (09.05.1945)
- Медаль «За освобождение Варшавы» (9.06.1945)
- Медаль «За взятие Берлина» (9.06.1945)